# Héctor del Mar
Héctor del Mar   (Mar del Plata, 22 de novembre de 1942 - Madrid, 8 d'abril de 2019) va ser un locutor de radio i televisió hispano-argentí. Va iniciar la seva carrera durant els anys 70 a Radio Intercontinental i posteriorment a la Cadena SER, com a comentarista i narrador de partits de futbol. Posteriorment destacà com a narrador de programes de la World Wrestling Entertainment, entre els anys 90 i 2019 juntament amb José Luis Ibáñez i Fernando Costilla. Va ser conegut pel seu estil excèntric, i jovial, ple d'expressions pintoresques i fins i tot fantasiós amb el que aportava realisme i diversió a les retransmissions.
Durant la seva trajectòria va guanyar diversos guardons com el premi Ondas, l'Antena de Oro o el Micrófono de Oro També va exercir com a vicepresident de l'Academia de las Artes y las Ciencias Radiofónicas de España.